# Кларк, Шерман
Шерман Рокуэлл «Шерм» Кларк (англ. Sherman Rockwell "Sherm" Clark; 16 ноября 1899, Балтимор — 8 ноября 1980, Аннаполис) — американский гребной рулевой, чемпион и серебряный призёр летних Олимпийских игр 1920 года в Антверпене в зачёте восьмёрок и четвёрок соответственно, победитель и призёр многих студенческих регат по академической гребле. Офицер Военно-морских сил США.

## Биография
Шерман Кларк родился 16 ноября 1899 года в городе Балтимор, штат Мэриленд.
Занимался академической греблей во время учёбы в Военно-морской академии США в Аннаполисе, состоял в местной гребной команде, в качестве рулевого неоднократно принимал участие в различных студенческих регатах.
Наивысшего успеха в гребле на международном уровне добился в сезоне 1920 года, когда, ещё будучи курсантом академии, вошёл в основной состав американской национальной сборной и благодаря череде удачных выступлений удостоился права защищать честь страны на летних Олимпийских играх в Антверпене. В распашных восьмёрках благополучно преодолел четвертьфинальную и полуфинальную стадии соревнований, выиграв у команд из Бельгии и Франции соответственно. В решающем финальном заезде почти на секунду опередил гребцов из Великобритании и тем самым завоевал золотую олимпийскую медаль. Помимо этого, исполнил роль рулевого в американском четырёхместном экипаже, собранном из гребцов филадельфийского клуба Penn Barge Club — в данной дисциплине выиграл серебряную награду, уступив в финале команде из Швейцарии. Таким образом, Кларк стал первым и единственным американским рулевым, кому удалось получить две медали на одних Олимпийских играх.
Окончив академию в 1922 году, Шерман Кларк поступил на службу в Военно-морские силы США и сделал достаточно успешную карьеру военного офицера. В ходе Второй мировой войны командовал флотилиями эсминцев в Тихоокеанском театре военных действий. В 1947 году командовал Третьей флотилией эсминцев, участвовавшей в поддержке китайских националистов в Гражданской войне против находившихся у власти коммунистов. Уволился из вооружённых сил в 1971 году в звании контр-адмирала.
Умер 8 ноября 1980 года в Аннаполисе, штат Мэриленд, в возрасте 80 лет.